# Asclépiade de Bithynie
Pour les articles homonymes, voir Asclépiade.
Asclépiade de Bithynie (en grec ancien Ασκληπιάδης ο Βιθυνός / Asklêpiádês o Bithunós) est un médecin et philosophe grec né à Pruse (appelée aussi Kios ou Cius) en Bithynie vers 124 av. J.-C. Il est l'un des premiers à introduire la médecine grecque dans le monde romain. Sa philosophie conçoit le monde comme matériel et constitué de corpuscules, et ses disciples ont eu une grande influence intellectuelle et sociale au début de l'Empire romain.

## Biographie
Selon Jackie Pigeaud, « Faire naître Asclépiade dans les années -150, et le faire mourir vers les années -65, aux alentours de 85 ans, me paraît très raisonnable ». Les historiens sont en désaccord sur le fait qu'il ait été l'ami et le médecin soit de Cicéron, soit de Crassus. Selon l'interprétation qu'ils donnent d'un passage ambigu de Cicéron (De l'Orateur, 1.14.62), la chronologie peut se déplacer de 20 à 30 ans.
Asclépiade aurait d'abord été professeur de rhétorique, sans succès, avant de s'orienter vers la médecine. Il s'établit à Rome vers les années -120, voire plus tôt. Il acquiert une très grande réputation, surclassant ses concurrents par son éloquence et la nouveauté de ses traitements. Il fonde une école privée en devenant le médecin le plus influent de Rome vers l'époque de Pompée le Grand. Il attire des élèves venant de toute la Méditerranée : Sicile, Épire, Syrie...
Il refusa de quitter Rome pour se rendre auprès de Mithridate qui le demandait.
Pline l'Ancien lui consacre trois paragraphes dans son Histoire naturelle : VII, 37 et XXVI, 7-8. Il mentionne une « résurrection » opérée par Asclépiade, qui ramène à la vie un homme dont on emportait le cadavre au bucher funéraire, anecdote reprise aussi par Apulée. Pline émet cependant des doutes sur les compétences d'Asclépiade qu'il présente plus comme un homme de bon sens que comme un savant ; et aussi un beau parleur. Le succès de ce dernier ne serait du qu'à la crédulité des romains et à la puissance de son éloquence.
Il était un proche de Caius Sergius Orata, le premier à utiliser des bains suspendus.
Toujours selon Pline l'Ancien, il se serait engagé à renoncer d'être médecin si jamais il tombait malade ; il gagna son pari, car « arrivé à une extrême vieillesse, il se tua en tombant dans un escalier », soit en 40 av. J.-C, soit vers 65 av.J.-C.

## Doctrine
Il ne reste de lui que quelques fragments cités dans Aétius. Ce qu'il a fait, dit et enseigné n'est connu que de témoignages de deuxième ou troisième main, et le plus souvent par des témoins critiques ou hostiles. Il écrivait en grec, même s'il s'adressait en majeure partie à un public romain.
Selon Asclépiade, le corps est composé de onchoi (particules inaccessibles à la vue) en mouvement au travers de poros (canaux ou pores théoriques), dont l'équilibre réalise la santé. La maladie résulte d'une obstruction ou déperdition, insuffisance ou excès du flux corpusculaire, élargissement ou rétrécissement des pores.
Contrairement aux empiriques, il ne croit pas que l'on puisse observer sans théorie. Il retient d'Hippocrate les informations pratiques, mais il en rejette la théorie humorale, accusant aussi ses collègues contemporains de n'avoir pas compris le vocabulaire hippocratique. Il s'oppose aussi à Hippocrate qui pensait suivre la voie de la nature vers la guérison, la Vis medicatrix naturae (en), car il affirme que la nature peut tout aussi bien agir dangereusement.
Il refuse les explications téléologiques, préférant des explications mécanistes où les fonctions organiques sont des évolutions corpusculaires de variations d'état (densité, chaleur, vitesse...). Sa pensée doit beaucoup à Érasistrate et Héraclide du Pont. On peut l'inclure parmi les partisans d'Épicure et les atomistes, quoique ses corpuscules soient sécables à l'infini, ce qui n'est pas exactement un atomisme. De même, s'il s'inspire du modèle d'Érasistrate, il contribue à le détruire en remplaçant le savoir anatomique par une théorie corpusculaire.

## Œuvres

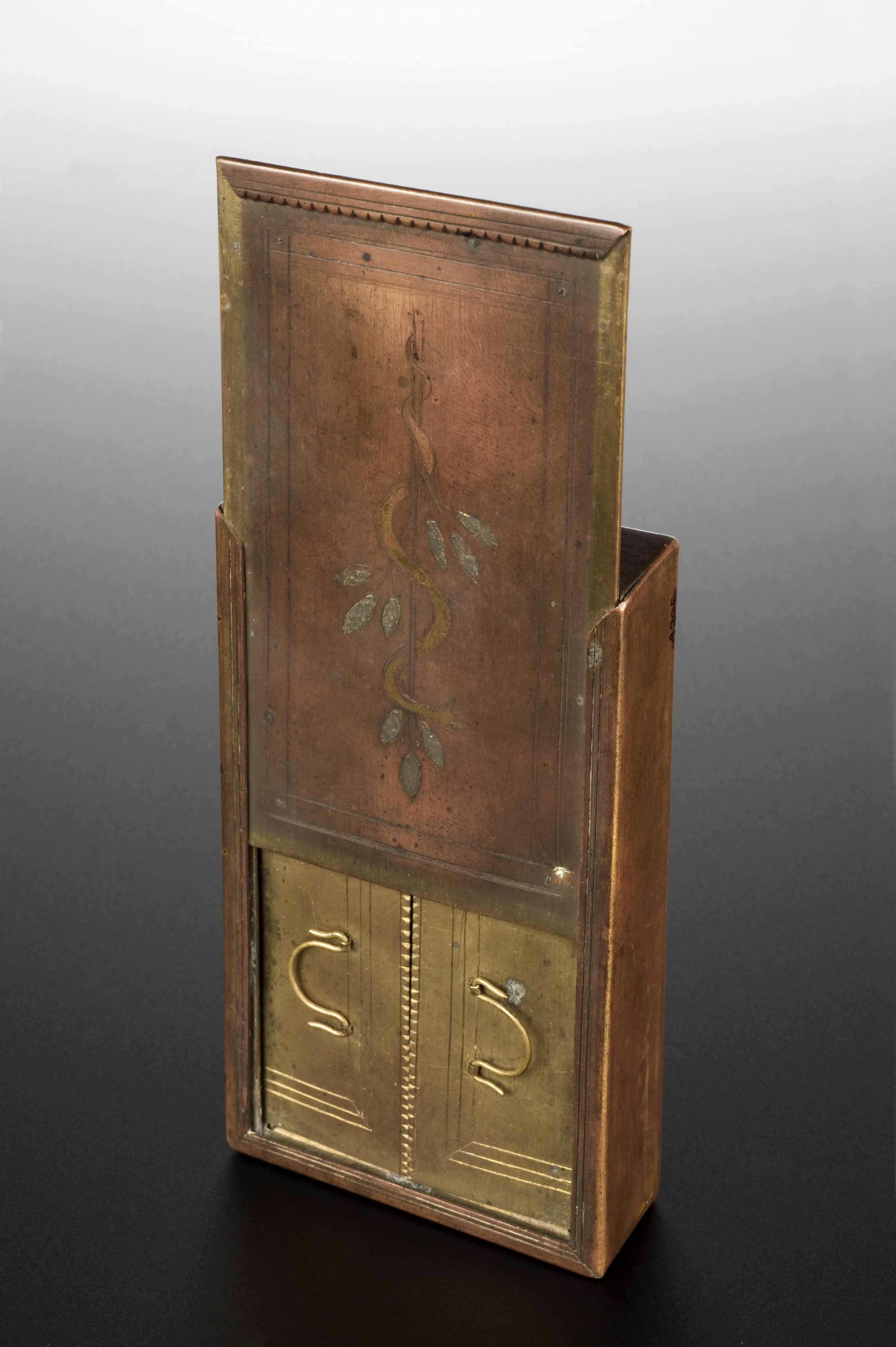
Trousse médicale en cuivre, se portant sur la poitrine. Le couvercle porte le symbole médical du serpent qui s'enroule autour d'un bâton. Copie d'un original trouvé à Pompéi (Musée archéologique national de Naples).

La réputation d'Asclépiade à Rome ne vient pas de sa doctrine, mais des méthodes thérapeutiques qui en découlent. Il se présente comme possédant la seule thérapie efficace permettant, selon sa formule, de « guérir sûrement, promptement et agréablement ». Il propose ainsi cinq thérapies de base : régime alimentaire et vins, massages, exercices de promenade (à pied, à cheval, en voiture), balançoires et appareils à bascule, bains. Il propose la musique pour traiter les maladies mentales.
Aucune de ces thérapies n'est nouvelle, mais Asclépiade les aurait combinées de façon exclusive. Galien le critique sévèrement, en disant qu'il qualifiait toutes les autres méthodes de « sollicitations à la mort ». Asclépiade se méfie aussi des drogues puissantes comme l'hellébore, préférant un remède courant comme l'oxymel (mélange de vinaigre et de miel).
Selon les témoignages de ses successeurs, comme Caelius Aurelianus, ses moyens étaient plus diversifiés. Il utilisait aussi les émétiques, les lavements, la saignée. Il pratiquait aussi des incisions pour évacuer les hydropisies, ou pour libérer le pharynx (pharyngotomie).

## Postérité
Selon Vivian Nutton « Il ne fait aucun doute que son exemple encouragea d'autres médecins à venir à Rome et en Italie pour y tenter leur chance (...) À partir de ce moment, et en dépit de différences théoriques, juridiques et sociales, il faut considérer que la médecine pratiquée dans le monde grec et celle pratiquée dans le monde romain font toutes les deux partie du même univers intellectuel ».
Il eut pour disciple Thémison de Laodicée, qui poursuivit ses théories et fonda l'École des Méthodistes.
Dioscoride, au Ier siècle ap. J.C, dresse une liste de pharmacologues disciples d'Asclépiade, dont Sextius Niger (en) auteur d'un traité de matière médicale. Ce traité est considéré comme une des sources de Dioscoride, qui le reprend tout en critiquant la théorie, ce qui montrerait que l'explication corpusculaire a porté ses fruits en matière de pharmacologie.
Les disciples d'Asclépiade se sont dispersés dans le monde romain, de Narbonne jusqu'à Tarse, jouant un grand rôle intellectuel et social à la fin de la République et au début de l'Empire romain ; par exemple Marcus Artorius, médecin de cour auprès d'Auguste. Partisans d'un monde matériel constitué de particules, ils sont les interlocuteurs de Dioscoride, de Plutarque, et de Lucrèce.